# Antarches
Antarches là một chi bướm đêm thuộc họ Pterophoridae.

## Các loài
- Antarches aguessei (Bigot, 1964)
- Antarches luqueti Gibeaux, 1994